# Corinaldo
Corinaldo és un comune (municipi) de la província d'Ancona, a la regió italiana de les Marques. A 1 de gener de 2019 la seva població era de 4.927 habitants.
Corinaldo limita amb els següents municipis: Castel Colonna, Castelleone di Suasa, Mondavio, Monte Porzio, Monterado, Ostra, Ripe, Ostra Vetere, San Lorenzo in Campo i Barbara.